# Ouled Dahmane
Ouled Dahmane (în arabă أولاد دحمان) este o comună din provincia Bordj-Bou-Arreridj, Algeria.
Populația comunei este de 16.501 locuitori (2008).